# Нютюг
Нютюг (лезг. Нуьц1уьгъар) — село в Сулейман-Стальском районе Дагестана. Входит в состав Карчагского сельсовета.

## География
Село находится на берегу реки Ергилчай, на расстоянии 9 км к северо-западу от села Касумкент, административного центра района.

## Население
| 1895  | 1926 | 1939 | 1970 | 1989 | 2002  | 2010  |
| ----- | ---- | ---- | ---- | ---- | ----- | ----- |
| 671   | ↗695 | ↘642 | ↗790 | ↘770 | ↗1080 | ↗1231 |
| 2021  |      |      |      |      |       |       |
| ↗1302 |      |      |      |      |       |       |